# Marie-Bernadette Thomas
Marie-Bernadette Thomas (* 13. Dezember 1955) ist eine ehemalige französische Fußballspielerin. Sie gewann während ihrer Karriere drei Meistertitel in Frankreich und gehörte auch zur ersten Generation französischer Nationalspielerinnen.

## Vereinskarriere
Marie-Bernadette Thomas zählte zu den frühen Aktiven des Frauenfußballs und schloss sich bald nach dessen Legalisierung durch den französischen Fachverband FFF (1970) den Spielerinnen von Stade Reims an. Da die Rot-Weißen aus der Champagne in dieser Zeit in Frankreich eine absolut dominante Position einnahmen – von 1969 bis September 1975 haben Stades Frauen gegen französische Gegnerinnen kein einziges Spiel verloren –, wurde sie zudem früh zur Nationalspielerin (siehe unten), zumal der erste Nationaltrainer Pierre Geoffroy in Personalunion auch Trainer dieser Vereinsfrauschaft war. Solange die FFF noch keinen landesweiten Meisterschaftsbetrieb eingeführt hatte, spielten die Reimserinnen nur auf regionaler Ebene im Nordosten Frankreichs um Punkte und bestritten ansonsten zahllose Gastspiele, wobei sie insbesondere im Ausland ein gefragter Gegner waren.
Marie-Bernadette Thomas war eine robuste, durchsetzungsfähige Sportlerin, die Geoffroy sowohl im Angriff als auch in der Abwehr einsetzen konnte. In der Saison 1974/75 wurde erstmals ein französischer Meistertitel ausgespielt, und Thomas' Elf erreichte das Finale, ohne in den acht vorangehenden Endrundenbegegnungen auch nur einen Punkt abgegeben zu haben. Im Endspiel setzte Reims sich gegen Arago Sport Orléans mit 5:0 durch, und die in der Offensivreihe aufgestellte Thomas erzielte in der ersten Halbzeit eines der Tore. Sie wurde auch 1976 und 1977 französische Frauenmeisterin; gegen den FC Rouen beziehungsweise den SC Caluire Saint-Clair blieb sie ohne eigenen Treffer. Ein Jahr darauf musste ihr Team sich zum ersten Mal in einem Meisterschaftsfinale geschlagen geben, als die AS Étrœungt sich mit 1:0 und 1:1 – zwischenzeitlich wurde das Endspiel in Hin- und Rückspiel ausgetragen – durchsetzte; das einzige Reimser Tor hatte wiederum Marie-Bernadette Thomas geschossen. 1979 kam es im Finale erneut zu dieser Paarung, und bei Stades 2:1-Sieg im Hinspiel traf Thomas zum dritten Mal in einem Endspiel – das allerdings gegen Marie-Louise Butzig, die eigene Torfrau. Somit blieb den Reimserinnen nach der anschließenden 0:2-Niederlage erneut nur der undankbare zweite Platz.
In den verwendeten Quellen wird nicht explizit erwähnt, ob Thomas nach 1979 eine Spielpause einlegte oder ihre Karriere bereits als Mittzwanzigerin beendete. Zumindest stand sie in den anschließenden drei Jahren nicht mehr in der jeweiligen Reimser Endspielelf, die dabei zwei weitere französische Meisterschaften gewann.

### Stationen
- Stade Reims (1970 oder 1971–mindestens 1979)

## In der Nationalelf
In einer Zeit, in der das französische Frauennationalteam selten mehr als drei Länderspiele pro Jahr austrug, hat Marie-Bernadette Thomas es auf 14 A-Länderspiele gebracht, zumindest nach der offiziellen Statistik des Fußballverbands Frankreichs. Einen Treffer hat sie in diesem Kreis nicht erzielt. Sie debütierte als 15-Jährige im November 1971 beim ersten von der FFF anerkannten Länderspiel, in dem die Französinnen sich gegen die in dieser Zeit sehr leistungsstarken Italienerinnen mit einem 2:2 trennten. Dabei stand Thomas in einer Elf, in der lediglich drei Spielerinnen nicht zu ihren Reimser Klubkameradinnen zählten: Torfrau Marie-Louise Butzig, zu der Zeit noch für einen „Dorfverein“ aus Vrigne-aux-Bois spielend, Jocelyne Ratignier von Racing Flacé-lès-Mâcon und Marie-Christine Tschopp vom SC Caluire Saint-Clair. Auch Francis Coché, Pierre Geoffroys Nachfolger als Nationaltrainer, berücksichtigte sie anfangs weiterhin. Mit einem Spiel gegen Wales endete im Juni 1978 ihre internationale Karriere. Darin waren auch drei Einsätze gegen die Schweiz (1973, 1974 und 1977) zu verzeichnen.
Tatsächlich hat Marie-Bernadette Thomas allerdings mindestens ein offizielles Spiel mehr bestritten; denn sie stand auch schon am 17. April 1971 in Hazebrouck beim 4:0-Sieg über die niederländischen Frauen auf dem Rasen. Diese Begegnung hat der Weltfußballverband FIFA jüngst als allererstes offizielles Frauenländerspiel weltweit anerkannt, nicht jedoch bisher die französische FFF. Durch diesen Sieg hatten die Französinnen sich für die zweite Frauenfußball-Weltmeisterschaft qualifiziert, die die Fédération Internationale et Européenne de Football Féminin (FIEFF) im Spätsommer 1971 in Mexiko organisiert hatte und bei der Frankreich durch ein 3:2 im Platzierungsspiel gegen England auf dem fünften Rang abschloss. Auch Marie-Bernadette Thomas gehörte zu dem 17-köpfigen Aufgebot, für das die FFF zwar ein Trainingslager veranstaltet, den endgültigen Kader zusammengestellt und nach Mexiko begleitet hatte, deren Spiele sie aber – wie die FIFA – gleichfalls nicht als offiziell anerkennt.

## Palmarès
- Französische Meisterin: 1975, 1976, 1977 (und Vizemeisterschaft 1978, 1979)
- über 14 A-Länderspiele, kein Tor für Frankreich